# Lester C. Hunt

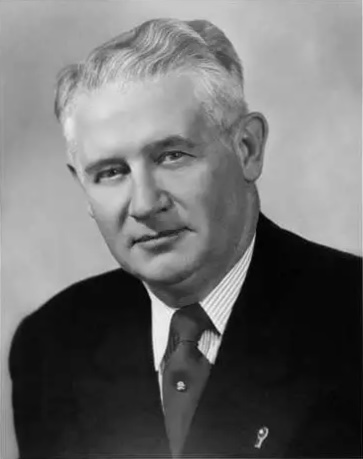
Lester C. Hunt

Lester Calloway Hunt (* 8. Juli 1892 in Isabel, Illinois; † 19. Juni 1954 in Washington, D.C.) war ein US-amerikanischer Politiker (Demokratische Partei), der von 1943 bis 1949 als 19. Gouverneur des Bundesstaates Wyoming amtierte und diesen von 1949 bis 1954 im US-Senat vertrat.

## Frühe Jahre und politischer Aufstieg
Hunt graduierte an dem St. Louis University College für Zahnmedizin und eröffnete anschließend eine Zahnarztpraxis in Lander, Wyoming, wo er als Pitcher für das städtische Baseballteam während der Sommermonate spielte. Er war zwei Jahre lang für die Army Dental Corps tätig und bekleidete den Dienstgrad eines Majors. Nach seiner Abschlussarbeit an der Northwestern University wurde er 1932 in das Repräsentantenhaus von Wyoming gewählt. Anschließend absolvierte er zwei Amtszeiten als Secretary of State.

## Gouverneur und US-Senator
Er war der erste demokratische Gouverneur im Staat, der zwei nacheinander folgende Amtszeiten bekleidete. Während seiner Amtszeit konzentrierte er sich die staatliche Souveränität über die bundesstaatliche Kontrolle zu stellen und setzte sich gegen für Einrichtung eines Nationalparks in Jackson Hole ein. Er sicherte auch die Gesetzgebungsvollmacht bei der Schaffung von Wyomings Junior Colleges. Während seiner zweiten Amtszeit hatte er den Vorsitz über die National Governors Association, wobei diese zu der damaligen Zeit als Governors' Conference bezeichnet wurde. Vor Ende seiner Amtszeit gewann er 1948 einen Sitz im US-Senat.
Hunt war im Armed Services Committee sowie dem Kefauver Committee, das organisierte Kriminalität untersuchte, tätig. Obwohl er angekündigt hatte, dass er keine zweite Amtszeit im US-Senat anstreben würde, zog er seine Kampagne zurück und beging am 19. Juni 1954 Suizid, nachdem Styles Bridges angedroht hatte, die Homosexualität von Hunts Sohn öffentlich zu machen.